# The Irish Girl
 (août 2023).
The Irish Girl est un tableau réalisé par le peintre britannique Ford Madox Brown en 1860. Cette huile sur toile montée sur panneau est le portrait en buste d'une fillette irlandaise aux cheveux noirs tenant du bleuet entre les pans croisés d'un châle rouge, le regard vers sa gauche. La jeune émigrée représentée est une marchande d'oranges que l'artiste trouve alors qu'il cherche des modèles pour son Travail. L'œuvre est issue du Paul Mellon Fund en 1860 et conservée depuis au Centre d'art britannique de Yale, à New Haven, dans le Connecticut, aux États-Unis. Elle a pour pendant le portrait d'un garçon anglais qui se trouve désormais à la Manchester Art Gallery, à Manchester.

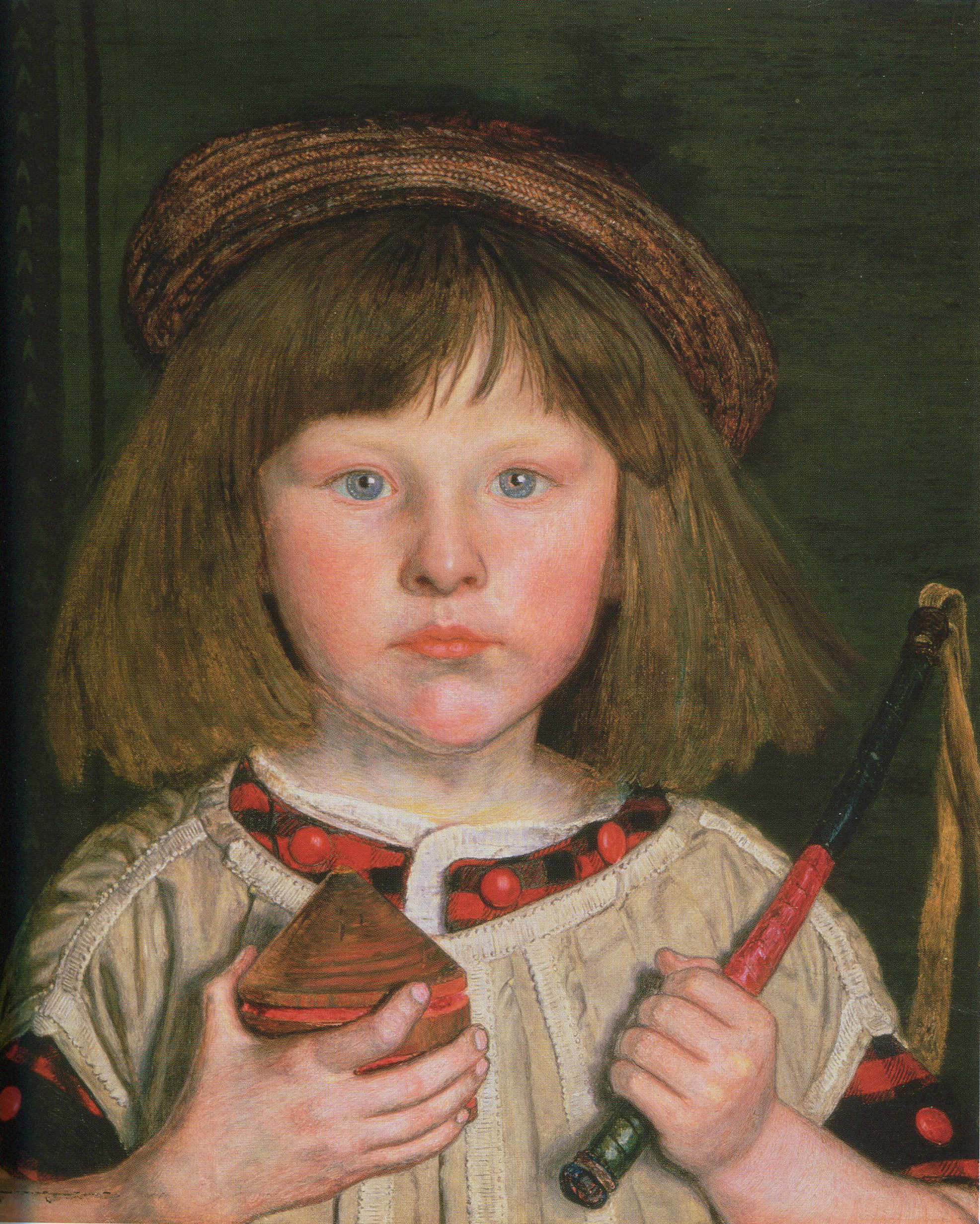
The English Boy, Manchester Art Gallery, Manchester.